# Listriolobus hexamyotus
Listriolobus hexamyotus is een lepelworm uit de familie Thalassematidae.
De wetenschappelijke naam van de soort werd in 1949 gepubliceerd door Walter Kenrick Fisher.